# John F. Fitzgerald

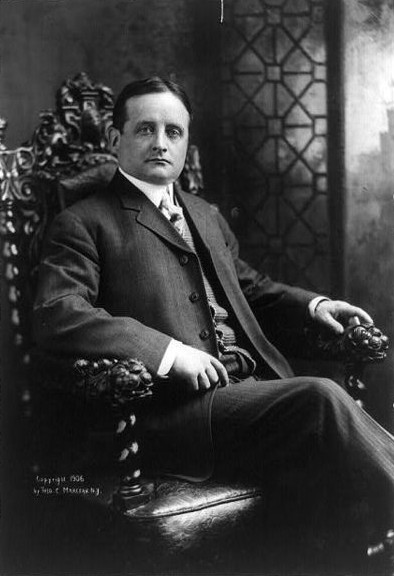
John F. Fitzgerald

John Francis (Honey Fitz) Fitzgerald (Boston (Massachusetts), 11 februari 1863 - aldaar, 2 oktober 1950) was een Amerikaanse politicus. Hij was burgemeester van Boston, de vader van Rose Fitzgerald Kennedy en de grootvader van de Amerikaanse president John F. Kennedy en diens broers Robert Kennedy en Edward Kennedy.

## Democraat
Fitzgerald was de zoon van de Ierse immigranten Thomas Fitzgerald en Rosanna Cox. Hij was de vierde in een rij van twaalf kinderen. Zijn moeder stierf toen hij pas zestien jaar was en zijn vader had graag gezien dat John voor geneesheer ging studeren. Na zijn opleiding ging Fitzgerald echter werken als klerk in the Customs House en werd actief in de Democratische Partij.
Op 18 september 1889 huwde hij met Mary Josephine Hannon Fitzgerald en zij kregen zes kinderen, van wie de oudste, Rose, de moeder was van John F. Kennedy.

## Bondgenoten
In 1891 werd Fitzgerald verkozen in de gemeenteraad van Boston en in 1892 werd hij lid van de senaat van Massachusetts alsook van het federale Huis van Afgevaardigden.
Burgemeester van zijn stad was Fitzgerald van 1906 tot 1908 en van 1910 tot 1914. Zijn bijnaam Honey Fitz kreeg hij omwille van zijn zachte karakter. Hij was de eerste Iers katholieke burgemeester in de Verenigde Staten.
Patrick J. Kennedy was voor Fitzgerald in het begin een opponent binnen de partij, later werden ze bondgenoten, ook al omwille van het huwelijk van dochter Rose met zoon Joseph Kennedy in 1914.
In 1916 en 1922 deed hij nog een poging om senator en gouverneur te worden, maar hij werd niet verkozen.
- Gemeinsame Normdatei: 1057720704
- International Standard Name Identifier: 0000 0000 4790 9474
- Library of Congress Control Number: n98079752
- National Archives and Records Administration: 131126892
- SNAC: w60z98hx
- Biographical Directory of the United States Congress: F000164
- Virtual International Authority File: 6712763
- WorldCat: E39PBJdcCtbf6D9468dYJFB9Dq